# Kính tiềm vọng

Nguyên tắc của kính tiềm vọng. Kính tiềm vọng bên trái sử dụng gương trong khi bên phải sử dụng lăng kính.
a tấm gương
b Lăng kính
c Mắt người quan sát

Nguyên lý của kính tiềm vọng. Hai kính tiềm vọng khác nhau trong cách chúng dựng lên hình ảnh. Người bên trái sử dụng lăng kính dựng đứng trong khi bên phải sử dụng thấu kính dựng đứng và mặt phẳng hình ảnh thứ hai.
a Kính vật
b Thấu kính trường
c Kính dựng hình ảnh
d Thị kính
e Thấu kính của mắt người quan sát
f Lăng kính góc phải
g Lăng kính dựng hình

Kính tiềm vọng là một công cụ để quan sát, xung quanh hoặc thông qua một vật thể, chướng ngại vật hoặc điều kiện ngăn cản sự quan sát trực tiếp từ vị trí hiện tại của người quan sát.
Ở dạng đơn giản nhất, nó bao gồm một vỏ ngoài với các gương ở mỗi đầu đặt song song với nhau ở góc 45 °. Hình thức kính tiềm vọng này, với việc bổ sung hai thấu kính đơn giản, phục vụ cho mục đích quan sát trong các chiến hào trong Thế chiến thứ nhất. Quân nhân cũng sử dụng kính tiềm vọng trong một số tháp súng và trong xe bọc thép.
Các kính tiềm vọng phức tạp hơn sử dụng lăng kính hoặc sợi quang tiên tiến thay vì gương và cung cấp độ phóng đại hoạt động trên tàu ngầm và trong các lĩnh vực khoa học khác nhau. Thiết kế tổng thể của kính tiềm vọng tàu ngầm cổ điển rất đơn giản: hai kính viễn vọng chĩa vào nhau. Nếu hai kính thiên văn có độ phóng đại riêng lẻ khác nhau, sự khác biệt giữa chúng gây ra độ phóng đại hoặc thu nhỏ tính trên tổng thể.

## Ví dụ ban đầu
Johannes Hevelius đã mô tả một chiếc kính tiềm vọng sơ khai với các thấu kính vào năm 1647 trong tác phẩm Selenographia, sive Lunae descriptio. Hevelius đã nhận thấy các ứng dụng quân sự cho phát minh của mình.
Năm 1854, Hippolyte Marié-Davy đã phát minh ra kính tiềm vọng hải quân đầu tiên, bao gồm một ống thẳng đứng với hai gương nhỏ cố định ở mỗi đầu ở góc 45°. Simon Lake đã sử dụng kính tiềm vọng trong các tàu ngầm của mình vào năm 1902. Howard Grubb đã hoàn thiện thiết bị này trong Thế chiến I. Morgan Robertson (1861–1915) tuyên bố đã cố gắng cấp bằng sáng chế cho kính tiềm vọng: ông đã mô tả một chiếc tàu ngầm sử dụng kính tiềm vọng trong các tác phẩm hư cấu của mình.
Kính tiềm vọng, trong một số trường hợp được cố định vào súng trường, đã phục vụ trong Chiến tranh thế giới thứ nhất (1914–1918) để cho phép binh lính nhìn qua các đỉnh của chiến hào, do đó tránh tiếp xúc với hỏa lực của kẻ thù (đặc biệt là từ các tay súng bắn tỉa). Súng trường có kính tiềm vọng cũng được sử dụng trong chiến tranh - đây là loại súng trường bộ binh được trang bị kính tiềm vọng, vì vậy người bắn có thể nhắm bắn từ vị trí an toàn bên dưới chiến hào.

## Nguyên lý
Khi ánh sáng từ bên ngoài chiếu vào tấm gương thứ nhất, ánh sáng này sẽ phản xạ vuông góc với ánh sáng ban đầu. Ánh sáng này sẽ chiếu tiếp vào tấm gương thứ hai và cuối cùng tấm gương thứ hai sẽ bật ánh sáng vào mắt người quan sát, giúp mắt nhìn được hình ảnh.